# One of a kind (single van Orleans)
One of a kind is een single van Orleans. Het is afkomstig van hun album One of a kind. Orleans bevond zich in een commerciële dip. Bovendien ging het platenlabel failliet. Het haalde nergens de hitparade.
Ook Keep on shining werd op single geperst, maar dat was alleen voor radiodoeleinden.